# Bayer Leverkusen
El Bayer 04 Leverkusen (en alemán: Bayer 04 Leverkusen Fußball GmbH), también conocido como Bayer Leverkusen, o simplemente Bayer, es un club de fútbol con sede en Leverkusen, Renania del Norte-Westfalia, Alemania. El club compite en la Bundesliga, la máxima categoría del fútbol alemán. Disputa sus encuentros como local en el estadio BayArena, que dispone de una capacidad para 30 210 espectadores. 
El club fue fundado en 1904 por empleados de la empresa farmacéutica alemana Bayer AG, cuya sede se encuentra en Leverkusen y de la que el club toma su nombre. Antiguamente era el departamento más conocido del TSV Bayer 04 Leverkusen, un club deportivo cuyos miembros también participan en atletismo, gimnasia, baloncesto, balonmano sobre hierba y otros deportes, como el RTHC Bayer Leverkusen (remo, tenis y hockey). En 1999, el departamento de fútbol se separó del club deportivo y ahora es una entidad independiente llamada formalmente Bayer 04 Leverkusen Fußball GmbH. El Bayer ascendió por primera vez a la Bundesliga en 1979, y desde entonces ha permanecido en la máxima división. Los colores principales del club son el rojo y el negro, ambos utilizados como color principal de la camiseta y con franjas rojas y negras también como colores de casa.
El Bayer Leverkusen había sido cinco veces subcampeón de la Bundesliga sin ganar la competición, todo un récord en el fútbol alemán hasta la temporada 2024, donde resultaron campeones por primera vez en su historia sin perder ningún partido bajo la dirección de Xabi Alonso, sumando un nuevo récord en el fútbol alemán y en el fútbol europeo, tras 51 partidos oficiales sin perder. El club también tiene en su palmarés una 2. Bundesliga en 1979 (Grupo Norte), una Copa de la UEFA en 1988, y dos DFB-Pokal en 1993 y 2024, temporada donde consiguieron el "doblete". Ha disputado doce ediciones de la Liga de Campeones de la UEFA, resultando subcampeón en 2002, cayendo 2-1 ante el Real Madrid en la final. Además, resultaron finalistas de la Liga Europa de la UEFA 2023-24. 
Sus rivales locales son el 1. FC Köln, Borussia Mönchengladbach y Fortuna Düsseldorf, con quienes disputa los «Derbis del Rin».

## Historia

### Fundación y primeros años
El 27 de noviembre de 1903, Wilhelm Hauschild escribió una carta -firmada por 170 de sus compañeros de trabajo- a su empleador, Friedrich Bayer and Co., solicitando el apoyo de la empresa para fundar un club deportivo. La empresa accedió a apoyar la iniciativa, y el 1 de julio de 1904 se fundó el Turn- und Spielverein Bayer 04 Leverkusen. El 31 de mayo de 1907 se creó un departamento de fútbol dentro del club. En la cultura deportiva de la Alemania de la época, existía una gran animadversión entre los gimnastas y otros tipos de atletas. El 8 de junio de 1928, los futbolistas formaron una asociación separada: «Sportvereinigung Bayer 04 Leverkusen», que también incluía a los jugadores de balonmano y fistball, atletismo y boxeo, mientras que los gimnastas continuaron como TuS Bayer 04 Leverkusen. El SV Bayer 04 Leverkusen adoptó los colores tradicionales del club, rojo y negro, y las gimnastas, azul y amarillo.
Durante este periodo y en la década de 1930, el SV Bayer 04 Leverkusen jugó en tercera y cuarta división. En 1936, consiguió el ascenso a la segunda categoría más alta de la época. Ese fue también el año en que el club lució por primera vez la conocida cruz «Bayer». En 1951, en la Oberliga Oeste, el club participó por primera vez en una liga superior, en la que jugó hasta 1956, año en el que descendió.
El SV Bayer 04 Leverkusen no regresaría a las ligas superiores hasta 1962, justo una temporada antes de la creación de la nueva liga profesional alemana, la Bundesliga. Al año siguiente, el club jugó en la Regionalliga West, de segunda categoría, donde su rendimiento en las siguientes temporadas lo dejó muy abajo en la clasificación.

### Ascenso a Bundesliga y primeros títulos
En 1968, el SV Bayer 04 Leverkusen se proclamó campeón de división, pero no pudo superar la ronda de playoffs y subir a primera división. El club descendió de nuevo en 1973, pero regresó rápidamente a la 2. Bundesliga tras pasar sólo una temporada en tercera división. Cuatro años más tarde, el club se aseguró una plaza en la Bundesliga para empezar a jugar en ella en la temporada 1979-80.
A mediados de la década de 1980, el SV Bayer 04 Leverkusen se había hecho un hueco en la parte alta de la tabla y a finales de la misma ya estaba bien asentado en ella. Fue entonces, en 1984, cuando las dos mitades del club que se habían separado más de medio siglo antes volvieron a unirse como «TSV Bayer 04 Leverkusen e.V.». El nuevo club adoptó el rojo y el blanco como colores.

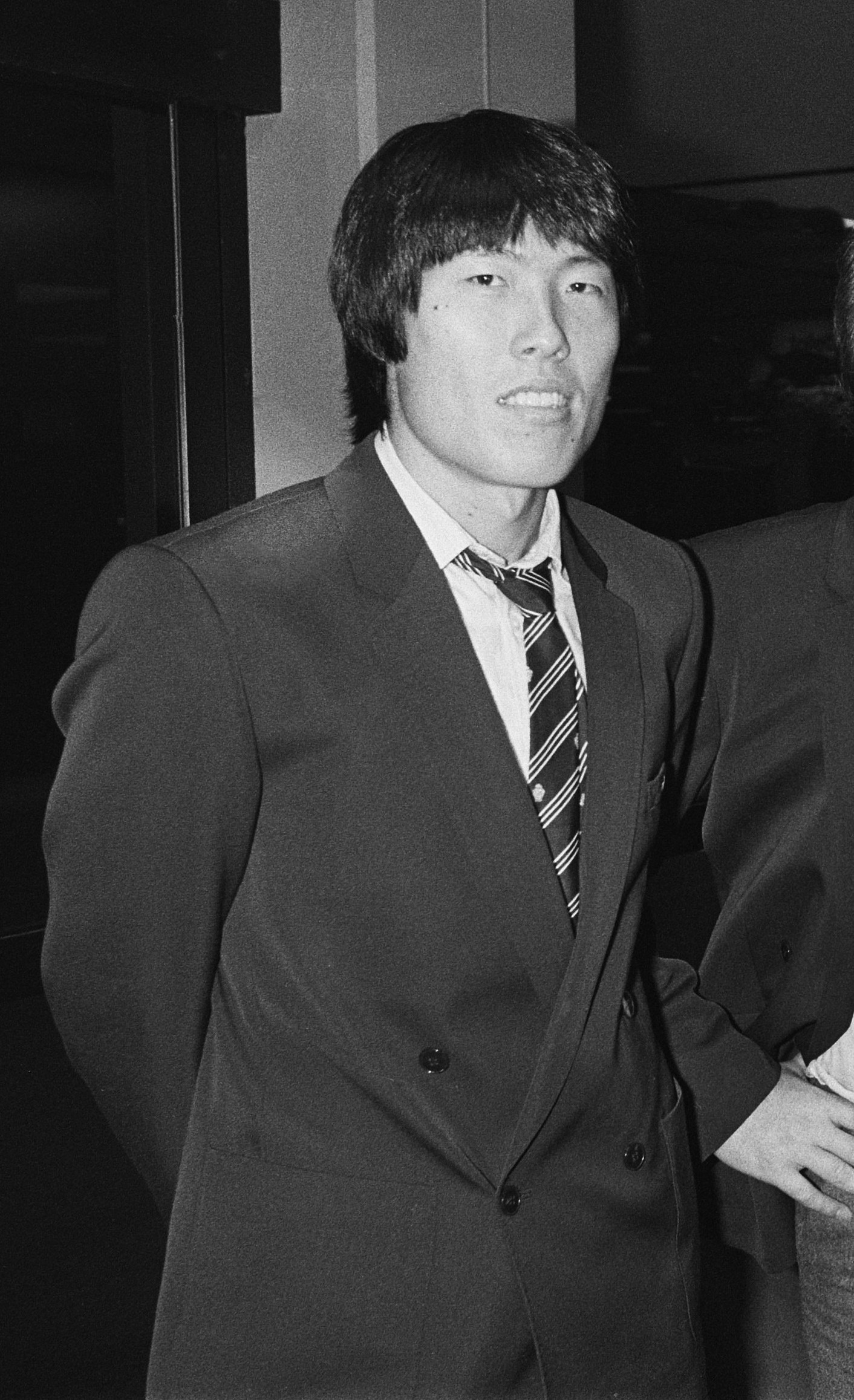
Cha Bum-kun, jugador surcoreano el cual logró ganar para el Bayer su primer y único título internacional: la Copa de la UEFA 1987-88, frente al R. C. D. Espanyol.

Cuando Erich Ribbeck asumió el cargo de entrenador en 1985, el equipo logró establecerse en la mitad superior de la tabla. El equipo terminó la temporada 1985-86 en la sexta posición de la tabla, lo que le aseguró una plaza en la Copa de la UEFA por primera vez, gracias sobre todo a jugadores destacados como el popular Cha Bum-kun, primer jugador surcoreano de la Bundesliga y máximo goleador asiático de la liga alemana hasta la actualidad. La victoria en la Copa de la UEFA 1988, el mayor éxito del Bayer Leverkusen como club, también se produjo durante la era Ribbeck.
Ese mismo año, Reiner Calmund, antiguo ejecutivo del Bayer Leverkusen, se convirtió en el director general del club. Se le considera uno de los fichajes más importantes de la historia del club, ya que Calmund marcó el comienzo de una década y media de grandes éxitos gracias a sus astutas y clarividentes adquisiciones de jugadores.

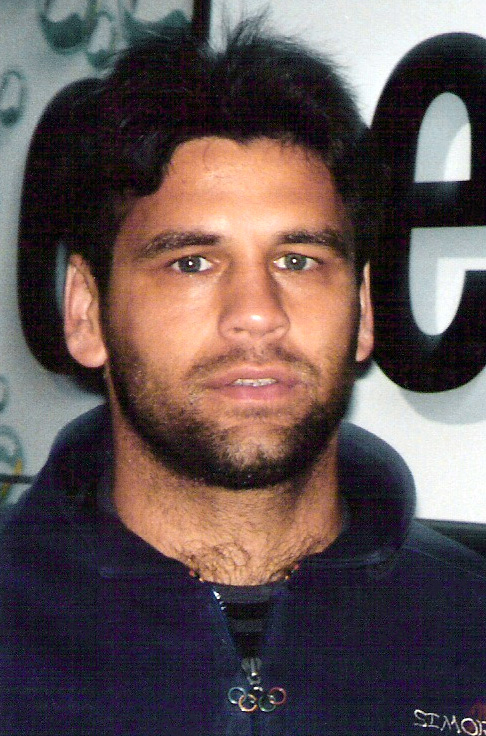
Ulf Kirsten, tres veces máximo goleador de la Bundesliga alemana y máximo artillero histórico del Bayer Leverkusen.

Tras la reunificación alemana de 1990, Reiner Calmund se apresuró a fichar a las estrellas de Alemania Oriental Ulf Kirsten, Andreas Thom y Jens Melzig. Los tres jugadores se convirtieron en los favoritos del público y contribuyeron significativamente al equipo. Calmund también estableció contactos pioneros en el fútbol brasileño, entablando amistad con Juan Figer, uno de los agentes de jugadores más poderosos de Brasil. En los años siguientes, superestrellas en ciernes como Jorginho y Paulo Sérgio se unieron al equipo, al igual que la estrella checa Pavel Hapal. El club también fichó a jugadores carismáticos, como Bernd Schuster y Rudi Völler, que contribuyeron a garantizar la popularidad y el éxito creciente del equipo.
El club conquistó su siguiente honor con una victoria por 1-0 en la DFB-Pokal de 1993 sobre un sorprendente Hertha BSC amateur el 12 de junio de 1993. En la temporada siguiente, el Bayer se enfrentó al Eintracht Fráncfort a principios de temporada, en un partido conocido también por el tiro a gol de 45 metros denominado «Gol Alemán del Año» de Schuster (un gol que más tarde también fue nombrado «Gol de la Década»), y, tanto como «guiño» a su propia historia como en un intento de quizás molestar al equipo de Fráncfort, el Bayer jugó con sus nuevos terceros colores, que eran las anticuadas rayas rojas y negras, camisetas similares a las que el Fráncfort solía llevar en aquella época. La afición se mostró tan satisfecha que, poco después, el equipo volvió a sus colores «retro», rojo y negro, con los que juega en casa desde entonces.
Tras un desastre casi total en 1996, cuando el club se vio abocado a la lucha por el descenso, el Bayer Leverkusen se consolidó como un equipo poderoso, que ofrecía un estilo de juego ofensivo y técnicamente agradable bajo la batuta de su nuevo entrenador, Christoph Daum, a quien también ayudó el fichaje de jugadores como Lúcio, Emerson, Zé Roberto y Michael Ballack. Más tarde, Daum sería famoso por su despido a causa de un escándalo de cocaína, que también le costó el ascenso al cargo de seleccionador nacional de Alemania.

### Últimos años de la década del 90 y nuevo milenio

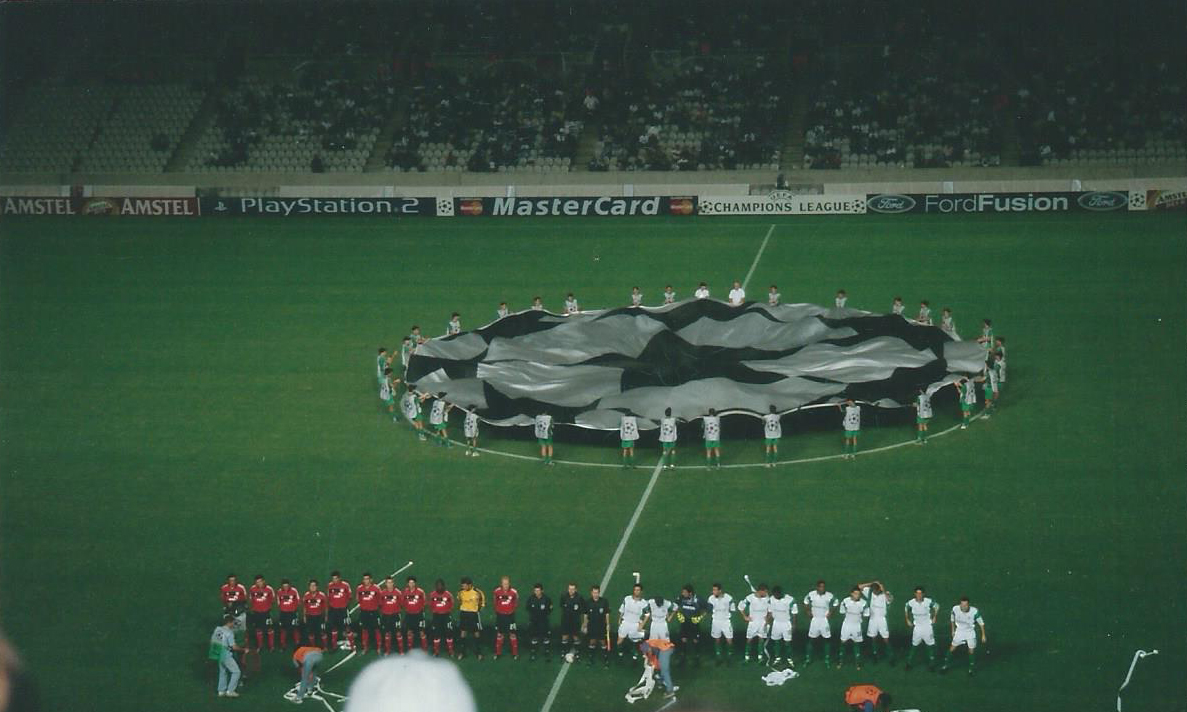
El Bayer Leverkusen en un partido de fase de grupos por la Liga de Campeones 2002-03. Esta plantilla sería apodada por los medios como el «Neverkusen», debido a la perdida de títulos de manera consecutiva en años anteriores.

De 1997 a 2002, el equipo logró cuatro segundos puestos. Los finales de 2000 y 2002 fueron desgarradores para los aficionados, ya que en ambas ocasiones el equipo tuvo el título de la Bundesliga al alcance de la mano. En 2000, el Bayer Leverkusen sólo necesitaba un empate contra el SpVgg Unterhaching para ganar el título, pero un gol en propia meta de Michael Ballack contribuyó a que el equipo sufriera una aplastante derrota por 2-0, mientras que el Bayern de Múnich se adjudicaba el título con una victoria por 3-1 sobre el Werder Bremen. Dos años más tarde, el club cedió una ventaja de cinco puntos al frente de la clasificación al perder dos de sus tres últimos partidos, mientras que el Borussia Dortmund arrasó con tres victorias consecutivas en sus últimos encuentros. La temporada 2002 ha sido apodada el «horror del triplete», ya que el Bayer Leverkusen, además de perder la liga, también fue derrotado por 4-2 en la final de la DFB-Pokal por el Schalke 04 y perdió la final de la Liga de Campeones de la UEFA por 2-1 ante el Real Madrid, lo que también llevó a algunos medios de comunicación en lengua inglesa a apodarlos «Neverkusen». El Leverkusen fue el primer equipo que llegó a la final de la Liga de Campeones sin haber ganado nunca un campeonato nacional. Además, cinco miembros del Bayer Leverkusen formaban parte de la selección alemana que perdió la final del Mundial de ese mismo año.

### Años 2010-2022
En las dos temporadas siguientes, el club sufrió un sorprendente revés de la fortuna. En la temporada baja de 2002, el equipo perdió a sus influyentes centrocampistas Michael Ballack y Zé Roberto, que se marcharon a su eterno rival, el Bayern de Múnich. El equipo coqueteó con el descenso durante la mayor parte de la temporada 2002-03, lo que provocó el despido de Klaus Toppmöller, que había entrenado al equipo durante su año más exitoso, y fue sustituido por el inexperto Thomas Hörster. El carismático entrenador Klaus Augenthaler tomó las riendas del equipo en los dos últimos partidos de la temporada y contribuyó a evitar el desastre con una victoria sobre su anterior club, el 1. FC Nürnberg. Al año siguiente, condujo al Bayer Leverkusen al tercer puesto y a la Liga de Campeones.
La temporada siguiente, en la Liga de Campeones, el club se vengó en cierta medida del Real Madrid, abriendo su campaña en la fase de grupos con una goleada por 3-0 a los gigantes españoles, lo que ayudó al Leverkusen a ganar el grupo. Sin embargo, el Leverkusen cayó derrotado en la primera ronda eliminatoria ante el Liverpool, a la postre campeón. El club terminó sexto en la temporada 2004-05 y se clasificó para la Copa de la UEFA de la temporada siguiente.
A principios de 2005, Augenthaler fue despedido como entrenador después de que el club tuviera su peor comienzo en la Bundesliga en más de 20 años, con sólo una victoria en sus cuatro primeros partidos de liga y una derrota por 0-1 en casa ante el CSKA Sofía en el partido de ida de la Copa de la UEFA. El ex seleccionador alemán Rudi Völler, que había sido nombrado director deportivo antes de la temporada, se hizo cargo de cinco partidos como técnico interino. Michael Skibbe, que fue segundo entrenador de Völler con la selección nacional, fue nombrado su sucesor en octubre de 2005. Skibbe dio la vuelta a la temporada del Leverkusen y guio al club hasta el sexto puesto en 2006, con lo que consiguió otra plaza en la Copa de la UEFA, y repitió la hazaña con un quinto puesto en la Bundesliga 2006-07.
La temporada 2007-08 no fue fructífera para el Leverkusen a pesar de un buen comienzo de temporada; cinco de los diez últimos partidos de liga se perdieron contra clubes de la mitad inferior de la tabla. Michael Skibbe fue muy criticado al final de la temporada por sus continuos cambios en la alineación titular. El Bayer Leverkusen también perdió gran parte de su apoyo hacia el final de la temporada: en la derrota por 1-2 en casa contra el Hertha BSC, los hinchas del Leverkusen causaron mucha conmoción, con los aficionados coreando el despido de Skibbe, mientras que algunos ultras, que ya habían visto suficiente, prendieron fuego a sus camisetas y las lanzaron al campo. Michael Skibbe fue destituido poco después y abandonó el club el 21 de mayo de 2008. Los responsables del club declararon que su marcha se debía a que el equipo no se había clasificado para la fase de grupos de la Copa de la UEFA de la temporada siguiente.

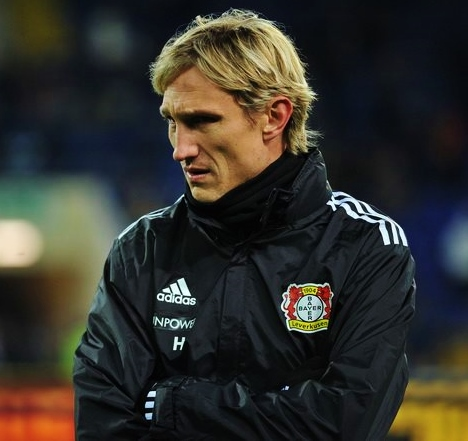
Sami Hyypiä, director técnico finlandés a cargo del Bayer entre 2012 y 2014 y uno de los técnicos con mayor efectividad en la historia del equipo.

La temporada 2008-09 comenzó con buen pie para el Bayer Leverkusen bajo la dirección de Bruno Labbadia, nuevo entrenador del SpVgg Greuther Fürth, de la segunda división alemana. Sin embargo, a medida que avanzaba la temporada, el equipo no consiguió ninguna victoria contra los mejores clubes de la Bundesliga. El Leverkusen logró alcanzar la final de la DFB-Pokal el 30 de mayo de 2009 en Berlín, pero cayó por 0-1 ante el Werder Bremen. El Leverkusen terminó la temporada en novena posición de la Bundesliga y Labbadia se marchó al Hamburgo S.V. en junio de 2009. Poco después, el Leverkusen presentó como nuevo entrenador a Jupp Heynckes, que ya había dirigido al Bayern de Múnich tras la marcha de Jürgen Klinsmann. En la temporada 2010-11, el Bayer Leverkusen quedó subcampeón, clasificándose así para la Liga de Campeones por primera vez desde 2005. Sin embargo, Heynckes decidió no prorrogar su contrato y abandonó el Bayer Leverkusen en el cierre de la temporada 2011 para hacerse cargo del Bayern de Múnich por tercera vez.  En las temporadas 2012-13 y 2015-16, el Leverkusen terminó tercero con el entrenador Sami Hyypiä y Roger Schmidt respectivamente, pero fue eliminado en octavos de final de la Liga de Campeones la temporada siguiente en ambas ocasiones. En la Europa League 2019-20, el Leverkusen alcanzó los cuartos de final por primera vez desde 2008, pero finalmente fue eliminado por el Inter de Milán en una derrota por 2-1.

### Era de Xabi y el mítico doblete
En octubre de 2022, Xabi Alonso se hace cargo del equipo sustituyendo a Gerardo Seoane. En su 1.ª temporada al frente, logra sacar al equipo alrededor de las posiciones que le acercaban al descenso, colocándolo 6.º y llevando el equipo hasta las semifinales de la Europa League. En la temporada 2023-24, el 14 de marzo, consigue vencer por 3-2 in-extremis al Qarabağ en Europa League, así como vencer al Friburgo en Bundesliga, estirando de esta forma a 43 su racha de partidos invicto, a suma distancia de los 32 del Bayern Múnich de Hansi Flick de la temporada 2019-20.
El 14 de abril de 2024, tras 5 subcampeonatos, el Bayer Leverkusen se coronó campeón de la Bundesliga por 1.ª vez en su historia al vencer al Werder Bremen por 5-0, e igualando a su vez en 43 el registro de partidos invictos sin perder de la Juventus en 2012. El equipo demostró un desempeño excepcional a lo largo de la temporada asegurando el título en un emocionante encuentro. Este logro marca un hito significativo para el club, consolidando su posición en la élite del fútbol alemán.
El 22 de Mayo el  disputó la final de la Europa League frente al Atalanta B. C.. Contra todo pronóstico, los italianos ganaron 3-0 con un triplete de Ademola Lookman, perdiendo el título junto a su largo invicto de 51 partidos, la mayor trayectoria vista de un equipo en las 5 grandes ligas Europeas 
El 25 de mayo de 2024 consigue conquistar la Copa Alemana 31 años después contra el FCK  con gol de Granit Xhaka después de la expulsión de Odilon Kossounou y estar jugando con 10 durante 47 minutos.
El 17 de agosto de 2024, al inicio de la temporada 24-25, consiguen superar al VFB Stuttgart en Tanda de penaltis para conseguir la 1.ª Supercopa Alemana en su historia.
El 31 de agosto de 2024, terminó su racha de 35 partidos invicto en Bundesliga en el BayArena tras perder 2-3 ante el R.B Leipzig.

## Escudo
El escudo del Bayer Leverkusen ha sufrido varias transformaciones a lo largo de la historia, La cruz «Bayer» fue introducida por primera vez en 1928 y, a partir de entonces, los cambios en el diseño se desarrollarían en torno a esta. La versión actual del escudo, con los dos leones y la cruz en el centro, fue establecida en 1996.

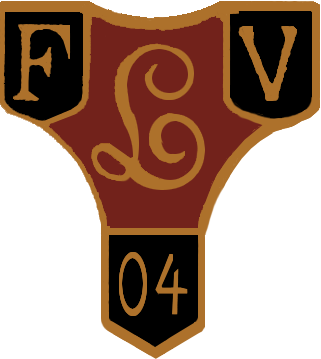
1923–1928
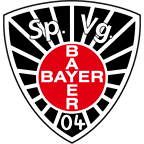
1928–1938
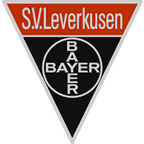
1948–1965
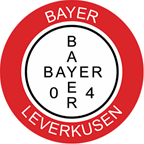
1965–1970
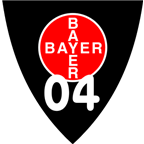
1970–1976
1976–1984
1984–1990
1990–1996

## Indumentaria
La historia de la camiseta del Bayer Leverkusen es una parte significativa de la identidad del club. A lo largo de los años, el diseño y los colores de la camiseta han evolucionado, reflejando tanto los cambios en la moda futbolística como los aspectos tradicionales y simbólicos del club.
Cuando los jugadores de fútbol posaron para una foto en octubre de 1908, llevaban sus uniformes negros, con detalles en rojo en el cuello y los puños. En el pecho izquierdo, llevaban un nuevo escudo con el león del Bayer, mostrando así su lealtad a su empleador. Inicialmente, los colores del club eran blanco y negro, pero los jugadores también usaban negro y rojo en los primeros años. Sin embargo, para 1923, cuando los jugadores fundaron su propio club por razones de política deportiva, el negro y el rojo se convirtieron en los colores principales. Luego, en enero de 1929, hubo un cambio en el uniforme y durante los siguientes dos años, el "negro y el rojo" fueron reemplazados por el "naranja y el azul". En una asamblea general en diciembre de 1935, se decidió que el uniforme de juego consistiría en camisetas rojo vino, pantalones negros y medias negras. A partir de mayo de 1936, el escudo del club, la cruz del Bayer, se colocó en el pecho de las camisetas como distintivo oficial del equipo.
A partir de 1960 y durante los siguientes 20 años, el equipo experimentó una variedad de camisetas diferentes, incluyendo una blanca y una azul cielo. Sin embargo, en 1984, cuando los clubes TuS 04 y Bayer 04 se fusionaron en el «TSV Bayer 04 Leverkusen», esto también trajo consigo un cambio en el color del equipo. Aunque muchos aficionados del Bayer 04 estaban disgustados, el equipo adoptó los colores rojo y blanco. Sin embargo, en 1994, debido a la insistencia de los seguidores del Bayer 04, los jugadores volvieron a los colores originales del equipo: rayas negras y rojas. Desde entonces, estos colores han sido los representativos del equipo.
Estos colores a rayas negras y rojas se han convertido en la marca distintiva del Bayer Leverkusen y son reconocidos por los aficionados en todo el mundo como parte de la identidad del club. La historia de la camiseta del club refleja no solo los cambios estéticos, sino también la conexión del club con su pasado y su comunidad local.

### Uniforme local
| 1980-82 | 1982-84 | 1984-85 | 1985-86 | 1986-87 | 1987-88 | 1988-89 | 1989-90 | 1990-91 |
| 1991-92 | 1992–93 | 1993–94 | 1994–95 | 1995–96 | 1996–98 | 1998-00 | 2000-02 | 2002-04 |
| 2004-06 | 2006-08 | 2008-10 | 2010-12 | 2012-13 | 2013-14 | 2014-15 | 2015-16 | 2016-17 |
| 2017-18 | 2018-19 | 2019-20 | 2020-21 | 2021-22 | 2022-23 | 2023-24 | 2024-25 | 2025-26 |

## Estadio

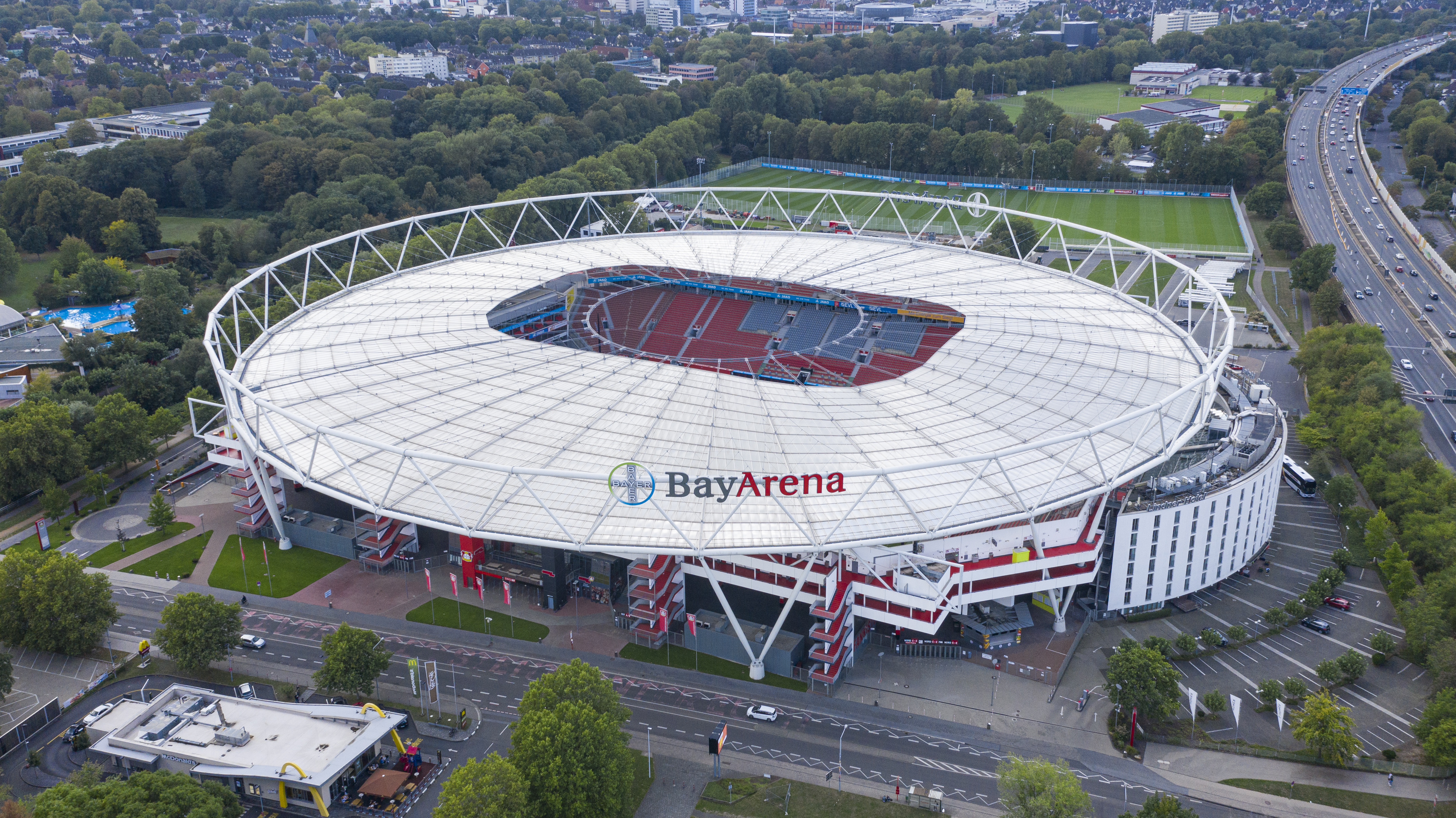
Vista exterior del moderno BayArena, remodelado en 2009.

El Bayer empezó, en sus primeros años de vida, jugando en distintos estadios cercanos sin una localía fija hasta que, en 1914, el club encontró un lugar en el estadio Dhünnplat, en una zona que actualmente ocupa el Neuland Park, un parque metropolitano. En 1932, 18 años más tarde, el equipo se trasladó  al Stadion am Stadtpar, con una capacidad de 18 000 espectadores.
Con el ascenso del Bayer a la Oberliga West en 1951, la máxima competición alemana por aquel entonces, el club decidió construir un estadio propio para albergar al creciente número de aficionados en Küppersteg, un distrito céntrico de Leverkusen. El estadio fue innagurado el 2 de agosto de 1958, con una capacidad de 4000 espectadores, como Ulrich-Haberland-Stadion, con un partido inaugural contra el Fortuna Düsseldorf. Lleva el nombre de Ulrich Haberland, primer director general del Bayer tras la Segunda Guerra Mundial.
En 1988, el Bayer 04 celebró la conquista de la Copa de la UEFA, en un estadio necesitado de reformas. Es así como, en 1997, en el marco de los éxitos futbolísticos logrados en años previos, se inauguró oficialmente la tribuna sur. La capacidad fue ampliada a 22 500 espectadores, siendo considerado el estadio por los aficionados como la «obra maestra» de la liga. En los siguientes años, las obras de remodelación lograron aumentar la capacidad del resto de tribunas y, finalmente, en 1998, el estadio fue renombrado como BayArena.
La ciudad de Leverkusen originalmente iba a ser una de las sedes de la Copa Mundial de Fútbol de 2006, al realizar una ampliación al estadio, aunque finalmente la idea fue impracticable, debido a que el mandato de la FIFA dice que la capacidad mínima era de 40 000 espectadores. Luego, la ciudad fue propuesta como lugar de concentración de la selección de Alemania durante la Copa del Mundo, pero el entonces técnico del equipo alemán, Jürgen Klinsmann se decidió por Berlín en lugar de Leverkusen como lugar de concentración. Debido a esto, el estadio recibió dos encuentros de la selección alemana como compensación.
El BayArena fue una de las sedes de la Copa Mundial Femenina de 2011 realizada en Alemania. Fue por eso que a finales de 2007, el estadio inició una remodelación para ampliar su capacidad hasta los 30 000 espectadores. Las obras finalizaron en 2009 y la reinauguración del campo fue dada con un encuentro amistoso entre Alemania y Sudáfrica.

## Datos del club
- Puesto histórico: 10.º[61]
- Temporadas en Bundesliga: 45. (2023-24).
- Mejor puesto en la liga: 1.º (2023-24).
- Peor puesto en la liga: 16.º (1981-82).
- Mayor número de puntos en una temporada: 90 (2023-24).
- Mayor número de goles en una temporada: 89 (2023-24).
- Más partidos disputados en liga:  Rüdiger Vollborn (401 partidos).
- Máximo goleador en la liga:  Ulf Kirsten (182 goles).
- Mayor goleada:
  - FC Brandenburg 0-11 Bayer 04 Leverkusen (Copa de Alemania, 13 de marzo de 1994).
- Mayor derrota:
  - Hannover 96 6-1 Bayer 04 Leverkusen (Bundesliga, 26 de marzo de 1988).
- Más partidos disputados en competiciones UEFA:  Bernd Schneider (75 partidos).
- Mayor goleada en competiciones UEFA:
  - Bayer 04 Leverkusen 6-1  S. K. Dinamo Tbilisi (13 de agosto de 1997).
- Mayor derrota en competiciones UEFA:
  -  F. C. Barcelona 7-1 Bayer 04 Leverkusen (7 de marzo de 2012).

### Denominaciones
A lo largo de su historia, la entidad ha visto como su denominación variaba por diversas circunstancias hasta la actual de Bayer 04 Leverkusen Fußball GmbH, vigente desde 1999. El club se fundó bajo el nombre oficial de Fußball-Club Bayer 04 Leverkusen.
A continuación se listan las distintas denominaciones de las que ha dispuesto el club a lo largo de su historia:
- Fußball-Club Bayer 04 Leverkusen (1904-1958)
- TSV Bayer 04 Leverkusen (1958-1999)
- Bayer 04 Leverkusen Fußball GmbH (1999-presente)

## Participación internacional en competiciones UEFA
El Bayer Leverkusen ha participado en varias competiciones europeas a lo largo de su historia, destacando su presencia en la Liga de Campeones de la UEFA y la Copa de la UEFA.
En la Liga de Campeones, el Bayer Leverkusen ha tenido varias apariciones destacadas. En la temporada 2001-02, el club llegó a la final, donde fue derrotado por el Real Madrid en un emocionante partido. Este fue el punto culminante hasta la fecha en las participaciones europeas del club. Además de su subcampeonato, el Bayer Leverkusen ha tenido participaciones regulares en la Copa de la UEFA destacando el título de Copa de la UEFA 1987-88 donde remontó un 3-0 al Real Club Deportivo Espanyol en el partido de vuelta de la final.

#### Por competición
Nota: En negrita competiciones activas.
| Competición                                   | Temp. | PJ  | PG  | PE | PP | GF  | GC  | Dif. | Puntos | Títulos | Subtítulos |
| --------------------------------------------- | ----- | --- | --- | -- | -- | --- | --- | ---- | ------ | ------- | ---------- |
| Copa de Europa / Liga de Campeones de la UEFA | 13    | 117 | 43  | 26 | 48 | 171 | 180 | -9   | 155    | –       | 1          |
| Copa de la UEFA / Liga Europea de la UEFA     | 20    | 142 | 73  | 32 | 37 | 253 | 144 | +109 | 251    | 1       | 1          |
| Recopa de Europa de la UEFA                   | 1     | 6   | 3   | 2  | 1  | 15  | 8   | +6   | 11     | –       | –          |
| Copa Intertoto de la UEFA                     | 1     | 6   | 5   | 1  | 0  | 19  | 5   | +14  | 16     | –       | –          |
| Total                                         | 34    | 258 | 115 | 58 | 85 | 427 | 324 | +103 | 403    | 1       | 1          |

## Futbolistas destacados del club
La siguiente tabla muestra todos las apariciones y goles en partidos oficiales con el primer equipo del Bayer Leverkusen. Además de los partidos de liga esta incluye todos los partidos en las competiciones nacionales e internacionales. No incluye apariciones ni goles en partidos amistosos.
Actualizado el 4 de mayo de 2025
     En activo.
     En activo con el club.
| Apariciones | Apariciones      | Apariciones | Apariciones |
| ----------- | ---------------- | ----------- | ----------- |
| 1°          | Rüdiger Vollborn | 1982-1999   | 487         |
| 2°          | Thomas Hörster   | 1977-1991   | 453         |
| 3°          | Ulf Kirsten      | 1990-2003   | 448         |
| 4°          | Stefan Kießling  | 2006-2018   | 444         |
| 5°          | Carsten Ramelow  | 1996-2008   | 437         |
| 6º          | Jonathan Tah     | 2015-2025   | 401         |
| 7°          | Simon Rolfes     | 2005-2015   | 377         |
| 8°          | Gonzalo Castro   | 2005-2015   | 370         |
| 9°          | Bernd Schneider  | 1999-2009   | 366         |
| 10°         | Lars Bender      | 2009-2021   | 342         |

| Goles | Goles              | Goles     | Goles |
| ----- | ------------------ | --------- | ----- |
| 1°    | Ulf Kirsten        | 1990-2003 | 240   |
| 2°    | Stefan Kießling    | 2006-2018 | 162   |
| 3°    | Dimitar Berbatov   | 2001-2006 | 91    |
| 4°    | Hebert Wass        | 1982-1990 | 87    |
| 5°    | Christian Schreier | 1984-1991 | 83    |
| 6°    | Patrick Schick     | 2020-Act  | 81    |
| 7°    | Paulo Sérgio       | 1993-1997 | 64    |
| 8º    | Cha Bum-kun        | 1983-1989 | 63    |
| 9°    | Lucas Alario       | 2017-2022 | 58    |
| 10°   | Florian Wirtz      | 2020-2025 | 57    |

## Entrenadores

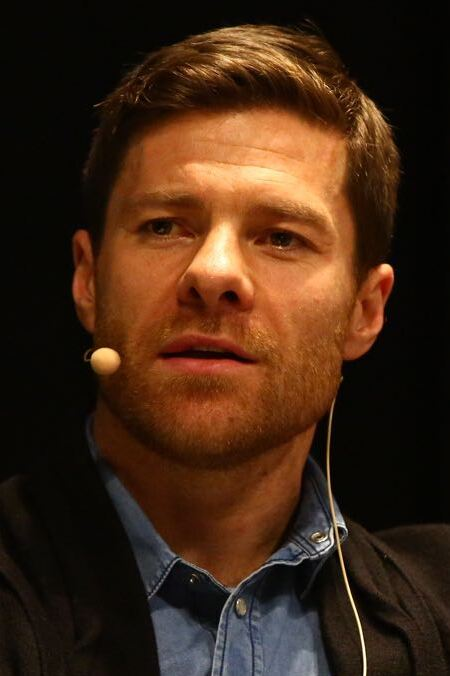
Xabi Alonso, entrenador del primer equipo de 2022 a 2025.

Xabi Alonso es el actual entrenador del primer equipo. Xabi fue nombrado entrenador tras el despido de Gerardo Seoane en octubre de 2022.
El Bayer ha tenido —contando a su actual entrenador— un total de 43 entrenadores de fútbol a lo largo de su historia. El  entrenador más antiguo con registro que tuvo el club fue el austriaco Lori Polster, que dirigió al equipo en 1950.
En la larga trayectoria del Bayer Leverkusen, ha habido una serie de entrenadores que han dejado una marca indeleble en el club. Uno de los entrenadores más destacados fue Erich Ribbeck, quien dirigió al equipo durante dos períodos separados en la década de 1980 y principios de la década de 1990. Ribbeck guio al Bayer Leverkusen a la final de la Copa de la UEFA en 1988, estableciendo una base sólida para el éxito futuro del club.
Otro entrenador destacado en la historia fue Christoph Daum, quien dirigió al equipo durante cuatro temporadas entre 1996 y 2000. Durante su mandato, Daum llevó al equipo a conseguir su primera participación en la Champions League y a competir por la Bundesliga, quedando como subcampeón en tres ocasiones (1996-97,1998-99, 1999-00).
Posteriormente, Klaus Toppmöller se destacó como entrenador del club, llevando al equipo a la final de la Liga de Campeones de la UEFA 2001-02, así como a la final de la Copa de Alemania y pelear por la liga en la misma temporada. Aunque no logró ganar ninguno de los tres títulos, Toppmöller dejó una marca duradera en el club con su estilo de juego ofensivo y su enfoque en el desarrollo de jóvenes talentos.
En años más recientes, entrenadores como Bruno Labbadia, Sami Hyypiä y Roger Schmidt han dejado su huella en el Bayer Leverkusen, cada uno con su propio estilo y filosofía de juego. A través de los años, estos entrenadores han desempeñado un papel crucial en la historia del club, ayudando a moldear su identidad y contribuyendo al éxito en el campo.
| Entrenador                     | Período       | P   | G  | E  | P  | Rend.  |
| Lori Polster                   | 1950          | ?   | ?  | ?  | ?  | ?      |
| Raimond Schwab                 | 1950-1951     | ?   | ?  | ?  | ?  | ?      |
| Franz Strehle                  | 1951-1953     | ?   | ?  | ?  | ?  | ?      |
| Sepp Kretschmann               | 1953-1956     | ?   | ?  | ?  | ?  | ?      |
| Emil Melcher                   | 1956-1957     | ?   | ?  | ?  | ?  | ?      |
| Edmund Conen                   | 1957-1959     | ?   | ?  | ?  | ?  | ?      |
| Theo Kirchberg                 | 1959-1960     | ?   | ?  | ?  | ?  | ?      |
| Erich Garske                   | 1960-1962     | ?   | ?  | ?  | ?  | ?      |
| Fritz Pliska                   | 1962-1965     | 72  | 21 | 19 | 32 | 29.17% |
| Theo Kirchberg (*)             | 1965-1971     | 249 | 96 | 63 | 90 | 38.55% |
| Gero Bisanz                    | 1971-1973     | 9   | 1  | 1  | 7  | 11.11% |
| Friedhelm Renno                | 1973-1974     | ?   | ?  | ?  | ?  | ?      |
| Manfred Rummel                 | 1974-1976     | 22  | 6  | 7  | 9  | 27.27% |
| Radoslav Momirski              | 1976          | 6   | 2  | 0  | 4  | 33.33% |
| Willibert Kremer               | 1976-1981     | 224 | 96 | 53 | 75 | 42.86% |
| Gerhard Kentschke              | 1981-1982     | 23  | 7  | 4  | 12 | 30.43% |
| Dettmar Cramer                 | 1982-1985     | 109 | 36 | 30 | 43 | 33.03% |
| Erich Ribbeck                  | 1985-1988     | 125 | 53 | 36 | 36 | 42.4%  |
| Rinus Michels                  | 1988-1989     | 31  | 11 | 10 | 10 | 35.48% |
| Jürgen Gelsdorf                | 1989-1991     | 88  | 31 | 34 | 23 | 35.23% |
| Reinhard Saftig                | 1991-1993     | 78  | 35 | 26 | 17 | 44.87% |
| Dragoslav Stepanović           | 1993-1995     | 86  | 38 | 27 | 21 | 44.19% |
| Erich Ribbeck (**)             | 1995-1996     | 48  | 17 | 18 | 13 | 35.42% |
| Peter Hermann                  | 1996          | 8   | 3  | 1  | 4  | 37.5%  |
| Christoph Daum                 | 1996-2000     | 185 | 91 | 57 | 37 | 49.19% |
| Rudi Völler                    | 2000          | 7   | 5  | 2  | 0  | 71.43% |
| Berti Vogts                    | 2000-2001     | 25  | 11 | 3  | 11 | 44%    |
| Klaus Toppmöller               | 2001-2003     | 95  | 47 | 16 | 32 | 49.47% |
| Thomas Hörster                 | 2003          | 16  | 4  | 2  | 10 | 25%    |
| Klaus Augenthaler              | 2003-2005     | 94  | 46 | 21 | 27 | 48.94% |
| Rudi Völler (***)              | 2005          | 5   | 2  | 1  | 2  | 40%    |
| Michael Skibbe                 | 2005-2008     | 123 | 52 | 26 | 45 | 42.28% |
| Bruno Labbadia                 | 2008-2009     | 40  | 19 | 7  | 14 | 47.5%  |
| Jupp Heynckes                  | 2009-2011     | 84  | 44 | 26 | 14 | 62.7%  |
| Robin Dutt                     | 2011-2012     | 37  | 14 | 8  | 15 | 45.05% |
| Sami Hyypiä Sascha Lewandowski | 2012-2014     | 97  | 54 | 16 | 27 | 61.17% |
| Roger Schmidt                  | 2014-2017     | 128 | 62 | 29 | 37 | 55.99% |
| Tayfun Korkut                  | 2017          | 12  | 2  | 6  | 4  | 33.34% |
| Heiko Herrlich                 | 2017-2018     | 64  | 32 | 14 | 18 | 57.29% |
| Peter Bosz                     | 2018-2021     | 109 | 59 | 16 | 34 | 59.02% |
| Hannes Wolf                    | 2021          | 8   | 3  | 3  | 2  | 50%    |
| Gerardo Seoane                 | 2021-2022     | 56  | 26 | 10 | 20 | 52.38% |
| Xabi Alonso                    | 2022-2025     | 140 | 88 | 33 | 19 | 70.62% |
| Erik ten Hag                   | 2025-presente | 0   | 0  | 0  | 0  | 0.0%   |

- (*) En sus dos períodos, Theo Kirchberg dirigió 249 partidos.
- (**) En sus dos períodos, Erich Ribbeck dirigió 173 partidos.
- (***) En sus dos períodos, Rudi Völler dirigió 12 partidos.

## Palmarés
El Bayer Leverkusen es ampliamente reconocido como uno de los principales clubes de Alemania, aunque solo ha logrado ganar la Bundesliga en una ocasión, en el año 2024 bajo la dirección de Xabi Alonso. Además, ha sido subcampeón en seis ocasiones: en 1997, 1999, 2000, 2002, 2011 y 2025. En cuanto a la Copa de Alemania, ha conquistado el título en 2 ocasiones: la 1.ª en 1993, y la 2.ª en 2024, a pesar de quedar siendo subcampeón respectivamente en 2002, 2009 y 2020 y también su primer título Supercopa de Alemania en 2024, al quedar subcampeón de la Supercopa de Alemania en 1993. Sin embargo, cuenta con un importante logro europeo en su historial: la victoria sobre el Espanyol en la final de la Copa de la UEFA de 1988. A pesar de perder el partido de ida en Barcelona por 3-0, el Leverkusen logró la remontada al ganar 3-0 en casa, en el estadio BayArena, y posteriormente vencer en la tanda de penales por 3-2.
En 2002, el Bayer Leverkusen tuvo la oportunidad de conseguir el triplete de Liga, Copa y Copa de Europa, pero no logró hacerlo en las tres competiciones. Terminó en segundo lugar en la Bundesliga, a solo un punto del Borussia Dortmund, perdió la final de la Copa de Alemania ante el Schalke 04 por 4-2, y también fue derrotado por el Real Madrid en la final de la Liga de Campeones de la UEFA, disputada en el Hampden Park de Glasgow. Raúl abrió el marcador en el minuto 8, pero el Leverkusen logró igualar gracias a un gol de Lúcio en el minuto 13. Zinédine Zidane volvió a adelantar al Real Madrid con una impresionante volea con la zurda justo antes del descanso, y el equipo español se alzó con su novena Liga de Campeones.

### Torneos nacionales (4)
| Competiciones Nacionales    | Títulos          | Subcampeonatos                                       |
| --------------------------- | ---------------- | ---------------------------------------------------- |
| Bundesliga (1/6)            | 2023-24          | 1996-97, 1998-99, 1999-00, 2001-02, 2010-11, 2024-25 |
| Copa de Alemania (2/3)      | 1992-93, 2023-24 | 2001-02, 2008-09, 2019-20                            |
| Supercopa de Alemania (1/1) | 2024             | 1993                                                 |
| 2. Bundesliga (1/0)         | 1978-79          |                                                      |

### Torneos internacionales (1)
| Competiciones internacionales | Títulos | Subcampeonatos |
| ----------------------------- | ------- | -------------- |
| Liga de Campeones (0/1)       |         | 2001-02        |
| Liga Europa (1/1)             | 1987-88 | 2023-24        |

### Palmarés oficial
| Títulos Oficiales | Nacionales | Nacionales | Nacionales            | Europeos | Europeos | Europeos | Europeos | Europeos | Mundiales | Mundiales | Total |
| Títulos Oficiales |            |            | SuperCopa de Alemania |          |          |          |          |          |           |           | Total |
| ----------------- | ---------- | ---------- | --------------------- | -------- | -------- | -------- | -------- | -------- | --------- | --------- | ----- |
| Bayer Leverkusen  | 1          | 2          | 1                     | -        | -        | 1        | -        | -        | -         | -         | 5     |
| Bayer Leverkusen  | Vigente    | Vigente    | Vigente               | Vigente  | Vigente  | Vigente  | Vigente  | Extinta  | Vigente   | Extinta   | 5     |

## Afición

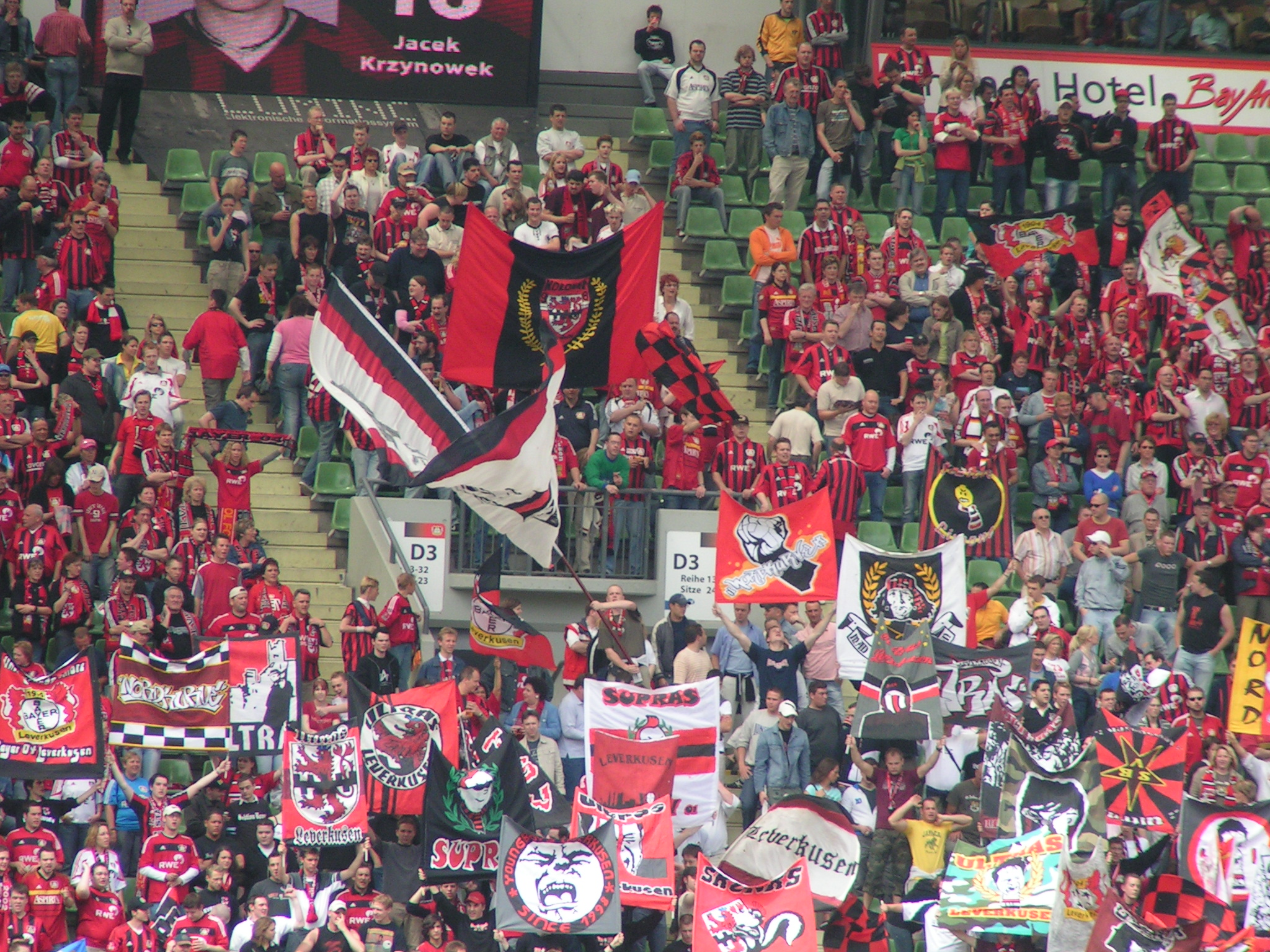
Aficionados del Bayer Leverkusen.

El Bayer Leverkusen cuenta con 355 peñas en las que están organizados 25 000 miembros. Para cada partido en casa se publica el periódico gratuito del estadio BayArena Magazin. Los «Mad-Boyz Leverkusen» se fundaron en 1994 como una de las primeras peñas ultra de Alemania. Los «Mad Boyz» son una fusión de las peñas «Soccer Boys» y «Madness», fundadas en 1989 y 1990 respectivamente.
A diferencia de muchos otros clubes de fútbol alemanes, que mantienen estrechos vínculos con sus raíces obreras, el Bayer Leverkusen se esfuerza por ofrecer una imagen limpia y familiar. El BayArena tiene fama de ser uno de los estadios de fútbol más familiares de Alemania. Irónicamente, el Bayer 04 fue el primer club de la Bundesliga cuyos seguidores se identificaban como ultras, y la ciudad de Leverkusen es una de las antiguas ciudades industriales de Alemania.
Algunos consideran que el Bayer Leverkusen tiene un problema de imagen de otro tipo. Aunque se trata de un club saneado económicamente y con una plantilla de jugadores fuertes, muchos aficionados de los clubes tradicionales denuncian que el Bayer Leverkusen es un «club de plástico» sin tradiciones ni una afición comprometida, que existe únicamente como una creación de su rico patrocinador, la empresa farmacéutica Bayer AG. Como resultado, el club y sus aficionados han empezado a destacar con orgullo sus orígenes industriales, llamándose a sí mismos «Werkself» (en español, «equipo de fábrica») o «Pillendreher» (en español, «retorcedores de pastillas»).
Sin embargo, los orígenes empresariales del Bayer Leverkusen distan mucho de ser los únicos. Otros clubes, como el PSV, el Carl Zeiss Jena y el Sochaux, tienen una reputación similar de ser equipos de empresa. A diferencia de los diversos equipos Red Bull (Salzburgo, Nueva York y Leipzig), creados o redefinidos en el pasado reciente principalmente por motivos comerciales, la formación del Bayer Leverkusen estuvo motivada por la idea de promover las condiciones de vida de los trabajadores de las fábricas locales a principios del siglo XX. En vista de esta tradición, la UEFA permite al Bayer Leverkusen utilizar la marca Bayer en las competiciones europeas de clubes, mientras que desautoriza tales prácticas de denominación, sobre todo al Red Bull Salzburgo.

## Rivalidades y amistades

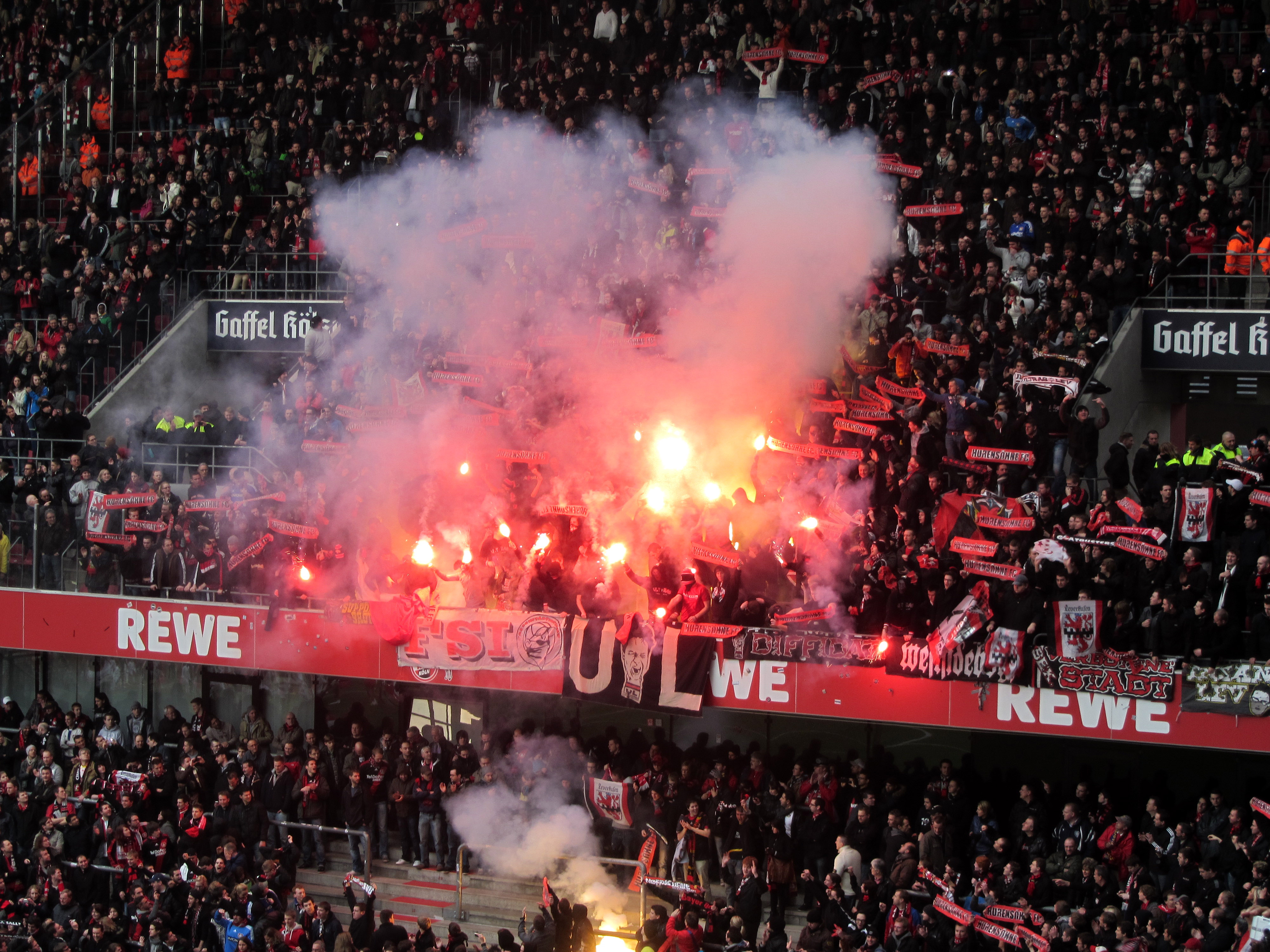
Barra ultra del Bayer encendiendo bengalas en un partido contra el F.C Colonia en 2012.

Existe una gran rivalidad entre los seguidores del Bayer Leverkusen y los del F.C. Colonia. Se trata de orígenes geográficos y tradicionales, ya que ambos bandos reivindican ser la «potencia del Rin». Mientras que los seguidores del Colonia aluden a su tradición como miembro fundador de la Bundesliga y a sus éxitos pasados, los del Leverkusen se refieren a su superioridad deportiva. Para los seguidores del F.C. Colonia, sin embargo, el derbi más tradicional contra el Borussia Mönchengladbach tiene una prioridad aún mayor.
Además, la afición del Leverkusen es muy impopular entre los seguidores del KFC Uerdingen 05, lo que se debe al antiguo patrocinador conjunto, Bayer AG, así como a cierta envidia de los seguidores del Uerdingen después de que Bayer abandonara su club en la década de 1990, como consecuencia de lo cual el Uerdingen cayó a las ligas inferiores, mientras que el Leverkusen siguió ascendiendo.
También existe cierta tensión con el Fortuna Düsseldorf debido a su proximidad geográfica, aunque los encuentros entre ambos suelen ser muy escasos en los últimos años, dado que el Fortuna se encuentra  una división por abajo.

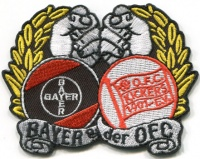
Parche que muestra los escudos del Bayer Leverkusen y el Kickers Offenbach, reflejo de la buena relación entre ambas aficiones.

Existe una amistad de aficionados con los seguidores del Kickers Offenbach. Esto se debe a un incidente de la temporada 1980-81: En un partido de la Bundesliga disputado el 23 de agosto de 1980, Jürgen Gelsdorf, del Leverkusen, cometió una falta sobre Cha Bum-kun, que entonces jugaba en el Eintracht Fráncfort, de tal manera que éste tuvo que ser trasladado al hospital, tras lo cual los seguidores del Fráncfort juraron vengarse de los del Leverkusen en la siguiente ocasión. Un mes y medio después del incidente, el Leverkusen jugó un partido de la DFB-Pokal contra el Kickers en Offenbach am Main, cerca de Fráncfort, el 4 de octubre, que ganaron los de Hesse por 5-2. Durante este partido, los seguidores del Leverkusen se unieron a los del Kickers Offenbach, que mantiene una rivalidad local con sus vecinos de Fráncfort, cuando los seguidores del Leverkusen se enfrentaron a los del Eintracht. Este gesto de los seguidores del Offenbach se convirtió en una larga amistad entre aficionados, que también sobrevivió a los partidos por el descenso a la Bundesliga en la temporada 1981-82, en la que ambos clubes compitieron entre sí. Al final de la temporada, el Leverkusen ocupaba el 16.º puesto, por lo que tuvo que disputar dos partidos de promoción contra el Kickers Offenbach, tercero de la 2. Bundesliga 1981-82. El Leverkusen ganó los dos partidos por 1-0 y 2-1, con lo que permaneció en la Bundesliga, mientras que el Offenbach permaneció en la segunda división.

## Secciones deportivas
El Bayer Leverkusen es conocido principalmente por su equipo de fútbol masculino, que compite en la Bundesliga y otras competiciones nacionales e internacionales. Sin embargo, el club también cuenta con varias secciones deportivas adicionales en diferentes disciplinas. Las secciones deportivas adicionales del Bayer Leverkusen incluyen:

### Equipo femenino
El Bayer Leverkusen manifestó su interés por crear una sección de fútbol femenino. El 5 de junio de 2008, la sección de fútbol femenino del TuS Köln rrh se disolvió y se trasladó al Bayer Leverkusen. Tras finalizar la temporada 2008-09 en séptimo lugar, el equipo ascendió a la 1.ª Bundesliga la temporada siguiente como campeón de la 2.ª Bundesliga Sur.

### Baloncesto
Fundado como TuS Bayer 04 Leverkusen en 1961, el club ascendió a la Basketball Bundesliga en 1968. El club ganó 5 campeonatos nacionales y 4 Copas de Alemania como TuS 04 Leverkusen antes de que cambiara su nombre y continuara su dominio como TSV Bayer 04 Leverkusen. Hasta hoy, el club ha ganado más títulos nacionales que cualquier otro equipo de baloncesto alemán.

### Balonmano
El club cuenta con una sección de balonmano que ha tenido éxito tanto a nivel nacional como internacional. El equipo femenino juega en la Liga de Alemania de balonmano femenino. El club es el campeón femenino récord de la Federación Alemana de Balonmano, con doce títulos, y el ganador récord de la Copa de Alemania femenina, con nueve victorias.

### Otras secciones
Además cuenta con una sección de natación, donde cuentan con nadadores que han tenido éxito en competiciones a nivel nacional e internacional. El club cuenta con instalaciones de entrenamiento de primera clase y ha sido un semillero para talentos en el deporte de la natación en Alemania.
También tiene una sección de atletismo que ha producido numerosos atletas destacados a lo largo de los años. El club ha participado en competiciones nacionales e internacionales, y algunos de sus atletas han representado a Alemania en los Juegos Olímpicos y otros eventos importantes.
Además de las secciones principales mencionadas anteriormente, el Bayer Leverkusen puede tener otras secciones deportivas en disciplinas como el tenis de mesa, el hockey sobre césped, el voleibol y otros deportes. Estas secciones pueden variar en términos de tamaño y éxito, pero todas contribuyen a la diversidad deportiva del club y a su presencia en el ámbito deportivo alemán e internacional.